# Volkswagen Bus Club Nederland
De Volkswagen Bus Club Nederland (veelal afgekort tot VWBCN) is een Nederlandse autoclub die zich richt op de bezitters van een Volkswagenbus in de meest ruime zin. Een lidmaatschap staat dus open voor alle modellen en type Volkswagen Bus van de Spijlbus tot de T5 en via de LT tot de Crafter.

## Geschiedenis
De club is opgericht op 1 juni 1994 op initiatief van de familie Greveling naar aanleiding van een bezoek dat zij gebracht hadden aan het grootste VW-bustreffen in Europa, in Bell bij Koblenz. Hier kregen zij contact met Matthias Meyer, een Duitse fan. Na afloop van het evenement in Koblenz werden adressen uitgewisseld en hield het contact stand. Meyer richtte zelf een Busclub op en droeg bij de familie Greveling het idee aan omdat in Nederland ook te doen. Dit gebeurde in 1994 als Bulli Team-Holland. In september 1994 werd de eerste "vergadering" belegd waar als belangrijkste feit de naam Bulli Team-Holland werd veranderd in Volkswagen Bus Club Nederland. In december 1995 werd er actief gestart om de club bij een breder publiek onder de aandacht te brengen door een artikel rond het bestaan van de VWBCN in te sturen naar de redactie van het clubblad van de Kever Club Nederland. Dit resulteerde in 13 leden.
Om alles in goede banen te kunnen blijven leiden wordt de club in vijf regio's verdeeld waarbij elke regio slechts een verplichting wordt toegekend, namelijk het eens per 30 maanden organiseren van een (inter)nationaal VW-Bustreffen. Ook komen er een periodiek, diverse commissies en een eigen website. Per augustus 2007 telt de club zo'n 1600 leden.

## Activiteiten
De VWBCN regelt en organiseert onder meer de volgende zaken:
- Allereerst is er tweemaal per jaar een groot treffen ergens in het land. Deze worden telkens druk bezocht en lijken nog steeds te groeien in het aantal deelnemende voertuigen.
- Uitgeven van een periodiek.
- Hulp en advies bij technische vraagstukken.
- Landelijke website met diverse informatie en aankondigingen en terugblikken naar recente evenementen.
- Een tweetal regionale websites.
- Een clubshop.

## Modellen

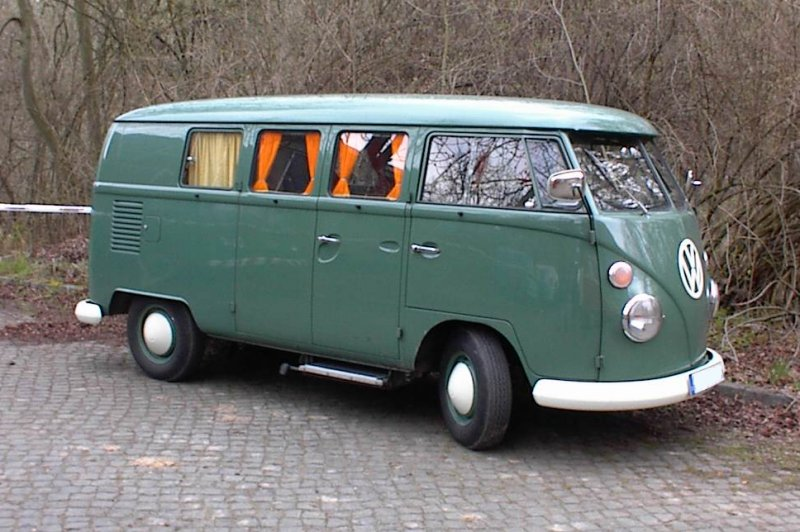
VW bus

Alle typen en modellen van de Volkswagen Bus zijn in principe binnen de club vinden. In elk geval zijn bij een evenement de volgende modellen te zien:
- De Spijlbus/Microbus (T1) van voor 1966
- De Transporter T2 Panoramabus van 1967 tot 1979
- De Transporter T3 van 1979 tot 1992
- De Transporter T4 van 1992 tot 2003
- De Transporter T5 van 2003 tot heden
- De LT 1 van 1974 tot 1996

Bij uitzondering zijn de volgende modellen vertegenwoordigd:
- LT 2 van 1996 tot 2005
- Crafter van 2005 tot heden